# (230155) Francksallet
(230155) Francksallet est un astéroïde de la ceinture principale.

## Description
(230155) Francksallet est un astéroïde de la ceinture principale. Il fut découvert le 26 août 2001 à Vicques par Michel Ory. Il présente une orbite caractérisée par un demi-grand axe de 2,36 UA, une excentricité de 0,20 et une inclinaison de 2,1° par rapport à l'écliptique.

## Compléments